# 卡洛讷河
卡洛讷河（法語：Calonne，法語發音：[kalɔn]）是法国诺曼底大区厄尔省与卡尔瓦多斯省的河流，是圖克河的右支流，长44.7千米。